# Beförderung (Personalwesen)

Eine Ernennungsurkunde der Bundesrepublik Deutschland zur Beförderung eines Beamten (hier: Aushändigung durch die Oberpostdirektion)

Beförderung ist im Personalwesen von Unternehmen und im öffentlichen Dienst die Höherstufung eines Arbeitnehmers bzw. eines Beamten in der Rangordnung durch den Arbeitgeber bzw. Dienstherrn.

## Allgemeines
Beförderungen sind Personalmaßnahmen, zu denen insbesondere Einstellung, Ausbildung, Fortbildung, betriebliche Weiterbildung, Mitarbeiterbewertung, Degradierung, Versetzung, Pensionierung und Entlassung gehören. Die durch die Aufbauorganisation geschaffenen Hierarchieebenen bieten in Unternehmen und der öffentlichen Verwaltung Anreize für das Personal zum Aufstieg. In Organisationen bestehen meist viele Stellen und Funktionen mit unterschiedlichen Leistungsanforderungen, die im Rahmen der Entgeltdifferenzierung mit unterschiedlichen Arbeitsentgelten verbunden sein können. Hierdurch wird es Arbeitnehmern ermöglicht, auch einkommensmäßig aufzusteigen. Einzelne Stellen und Funktionen bilden untereinander eine Rangordnung, die erst Beförderungen ermöglicht.

## Organisatorische Aspekte
Beförderungen hängen vom Funktionswert einer Position (ermittelt durch Arbeitsbewertung oder Rangvergleich) und von der Arbeitsleistung, Arbeitsqualität und Qualifizierung des Stelleninhabers (ermittelt über Leistungsbeurteilungen) ab. Die Aussicht auf Höherstufung ist der Hauptantrieb für die persönliche Karriereplanung. Ein besonders wichtiger Aspekt der Arbeitszufriedenheit ist im Personalwesen die Akzeptanz eines langfristigen Belohnungsaufschubs.
Beförderungen sind neben Lob und Tadel ein wichtiges Kriterium der Personalpolitik und Personalentwicklung und sollten nur vorgenommen werden, wenn die Fähigkeiten eines Mitarbeiters über seine bisherige Tätigkeit hinausgehen. Dabei sind Wissen, Erfahrungen, Schlüsselqualifikationen und soziale Kompetenz zu berücksichtigen. Beförderungen richten sich nach den betrieblichen Stellenplänen und Stellenbeschreibungen, durch welche eine Laufbahn vorgezeichnet ist. Zwar wird der Laufbahnbegriff vorwiegend im öffentlichen Dienst für die Dienstverhältnisse der Beamten und Soldaten verwendet, doch gibt es auch in der Privatwirtschaft Fach- und Führungslaufbahnen. Die klassische Laufbahnentwicklung beginnt beim Sachbearbeiter und setzt sich über den Gruppenleiter, Referatsleiter, Abteilungsleiter oder Geschäftsbereichsleiter fort. Die Fachlaufbahn ist auf ein bestimmtes Fachgebiet beschränkt und führt bis zum Fachvorgesetzten.
Beförderungen werden durch den Dienstvorgesetzten ausgesprochen und oft durch den Fachvorgesetzten vorgeschlagen. Während dieser Prozess in der Wirtschaft zum Gewohnheitsrecht gehört, ist er im öffentlichen Dienst für Beamte vorgeschrieben (§ 10 Abs. 1 Nr. 3 und 4 BBG). Beförderungen werden meist nur bei Vorgesetzten auch deren unmittelbar betroffenen Mitarbeitern bekannt gemacht.

## Arten
Es gibt Beförderungen, die lediglich umfangreichere oder höherwertige Aufgaben, Kompetenzen oder Verantwortung zum Inhalt haben. Damit kann auch eine höhere Amtsbezeichnung verbunden sein wie beispielsweise die Beförderung vom Handlungsbevollmächtigten zum Prokuristen (Wirtschaft), vom Regierungsoberinspektor zum Regierungsamtmann (öffentlicher Dienst), vom Hauptmann zum Major (Militärdienst) oder die Beförderung vom Sachbearbeiter zur Führungskraft (Wirtschaft und öffentlicher Dienst). Der höhere Rang innerhalb der Hierarchie kann auch mit einer Verbesserung des Arbeitsentgelts verbunden sein. Handelt es sich jedoch um rein funktionale Beförderungen, können damit größere Aufgaben, Kompetenzen und Verantwortung einhergehen, ohne dass dies gleichzeitig mit einem höheren Arbeitsentgelt verbunden sein muss. Lohn- oder Gehaltserhöhungen, die in einem Tarifvertrag automatisch bei erhöhtem Lebensalter oder durch längere Betriebszugehörigkeit vorgesehen sind, gelten nicht als Beförderung.

## Rechtsfragen
Durch den Arbeitgeber ausgesprochene Beförderungen sind insbesondere in der Wirtschaft eine Ermessensentscheidung, so dass ein arbeitsrechtlicher Anspruch des Arbeitnehmers auf eine Beförderung nicht besteht. Bei der Beförderungsplanung wird der Arbeitgeber im Rahmen der Sozialauswahl die Arbeitnehmer mit der besten Qualifikation, der besten Arbeitsleistung (nachgewiesen durch Arbeitszeugnis, Leistungsbeurteilung oder dienstliche Beurteilung) und dem höchsten Leistungspotenzial vorziehen. Das Diskriminierungsverbot ist dabei zu beachten. Die Eingruppierung eines Arbeitnehmers erfolgt erstmals nach seinem dienstlichen Aufgabenkreis im Rahmen eines Stellenplans. Eine freie Stelle einer höheren Besoldungsgruppe kann einem Arbeitnehmer nur übertragen werden, wenn er den erforderlichen Befähigungsnachweis erbracht hat. Liegen diese Voraussetzungen nicht vor, darf keine Beförderung stattfinden.
Da sich Beförderungen auf die Stelle, Funktion und gegebenenfalls auf das Arbeitsentgelt auswirken, sind sie durch den Arbeitgeber in Schriftform zu fassen. Beförderungen gehören zu den Personalmaßnahmen oder -angelegenheiten, die der Mitbestimmung (Zustimmung) des Betriebsrats (§ 99 Abs. 1 BVG) oder Personalrats (§ 78  Abs. 1 Nr. 2 BPersVG, § 72 Abs. 1 LPVG NRW) bedürfen. Das Beförderungsschreiben entfaltet lediglich deklaratorische Rechtswirkung, denn erst die Erwähnung des Beförderten im Organigramm gilt als Beförderung; das Schreiben ist in die Personalakte aufzunehmen. Höhere Stellen und Funktionen können mit einem Titel (Handlungsvollmacht, Prokurist, Direktor) verbunden sein, dann sind bei Prokuristen, Vorstandsmitgliedern oder Geschäftsführern auch Eintragungen ins Handelsregister vorzunehmen.

### Beamtenrecht
Das Beamten- und Richterrecht versteht unter Beförderung bei Beamten und Richtern die Verleihung eines anderen Amtes mit einem anderen Endgrundgehalt (§ 8 Abs. 1 Nr. 3 BeamtStG) und kennt den Aufstieg als Verleihung eines anderen Amtes mit anderer Amtsbezeichnung (§ 8 Abs. 1 Nr. 4 BeamtStG). Dabei sind diese Ernennungen gemäß § 9 BeamtStG nach Eignung, Befähigung und fachlicher Leistung ohne Rücksicht auf Geschlecht, Abstammung, „Rasse“ oder ethnische Herkunft, Behinderung, Religion oder Weltanschauung, politische Anschauungen, Herkunft, Beziehungen oder sexuelle Identität vorzunehmen. Ähnliche Regelungen finden sich in den Landesbeamtengesetzen der Länder. In § 19 Abs. 1 Landesbeamtengesetz NRW sind drei Beförderungsarten vorgesehen:
1. Ernennung unter Verleihung eines anderen Amtes mit höherem Endgrundgehalt und anderer Amtsbezeichnung,
2. Ernennung unter Verleihung eines anderen Amtes mit höherem Endgrundgehalt bei gleicher Amtsbezeichnung und
3. Ernennung unter Verleihung eines anderen Amtes mit gleichem Endgrundgehalt und anderer Amtsbezeichnung beim Wechsel der Laufbahngruppe.

Beamte können nach § 32 Bundeslaufbahnverordnung befördert werden, wenn sie nach Eignung, Befähigung und fachlicher Leistung ausgewählt worden sind, im Fall der Übertragung einer höherwertigen Funktion die Eignung in einer Erprobungszeit nachgewiesen wurde und kein Beförderungsverbot vorliegt.
Zwischen zwei Beförderungen ist eine Wartezeit vorgesehen. Nach § 22 Abs. 4 Nr. 2b BBG ist eine Beförderung erst ein Jahr nach der vorangegangenen Beförderung zulässig. Nach Art. 28 Abs. 2 Satz 2 Nr. 2 BayBG ist eine Beförderung innerhalb eines Jahres nach der letzten Beförderung eines Beamten nicht zulässig. Eine Sperrzeit von drei Jahren im gehobenen und höheren Dienst und von zwei Jahren im einfachen und mittleren Dienst verhindert, dass zu schnell befördert wird.

### Soldatenrecht

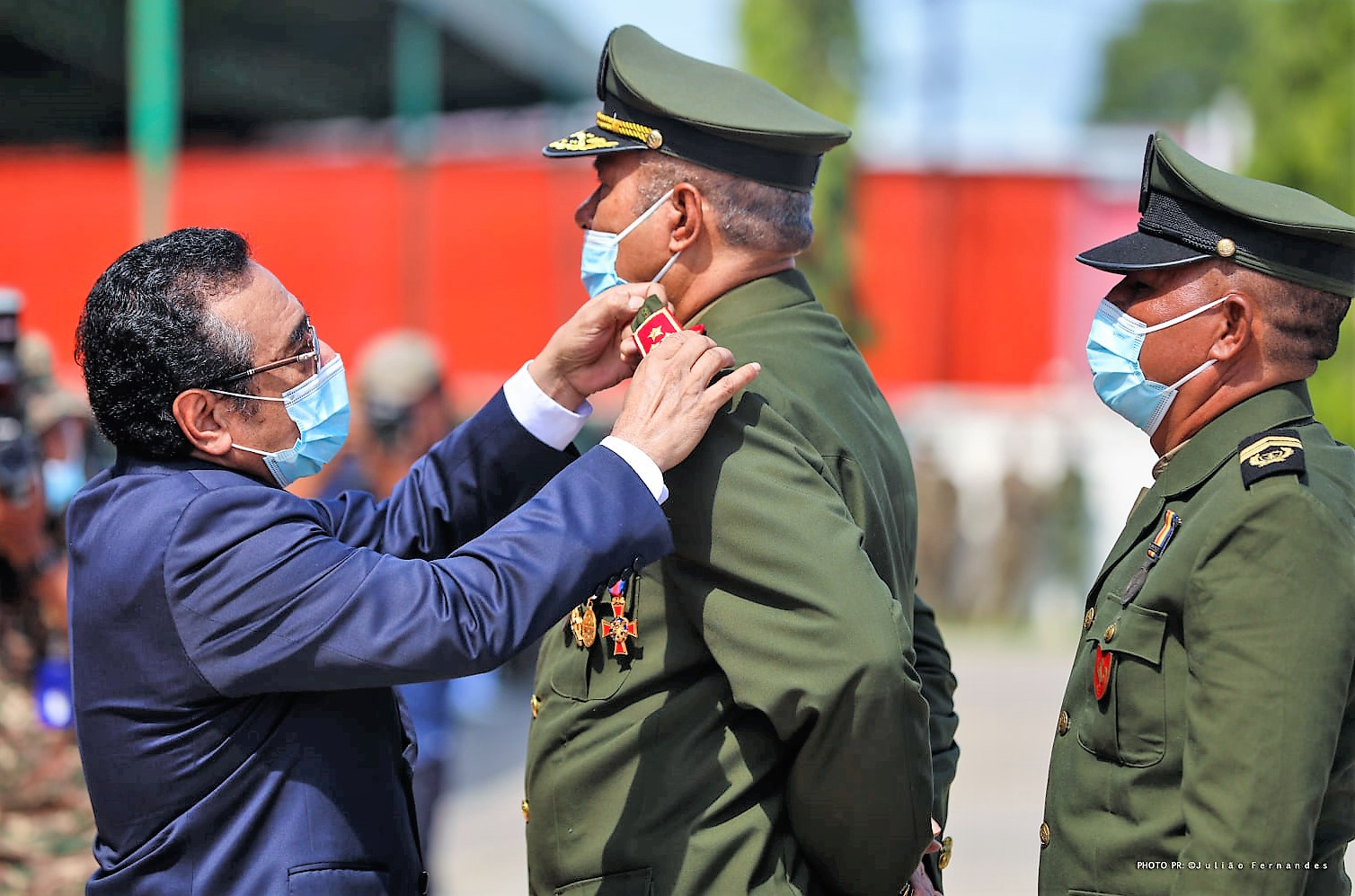
Beförderung von Falur Rate Laek zum Generalleutnant in Osttimor (2022)

Bei der Bundeswehr bedarf es zur Beförderung der Soldaten nach § 4 Abs. 1 Nr. 3 SG einer Ernennung. Das Soldatenrecht versteht unter einer Beförderung die Verleihung eines höheren Dienstgrades (§ 5 Abs. 1 SLV), wobei die Dienstgrade einer Laufbahn regelmäßig zu durchlaufen sind. Die Laufbahnen der Soldatinnen und Soldaten sind den Laufbahngruppen der Mannschaften, der Unteroffiziere und der Offiziere zugeordnet (§ 3 SLV). Mit Beförderungen sind Verbesserungen des Dienstgrades und/oder der Dienststellung verbunden.
In der Schweizer Armee werden nach Art. 103 Militärgesetz (MG) Beförderungen und Ernennungen nach Bedarf und Eignung vorgenommen. Der Bundesrat legt die Voraussetzungen und die Zuständigkeiten fest.

## Begriffsgeschichte und soziale Bedeutung
Der Begriff entwickelte sich in Deutschland seit dem 18. Jahrhundert. Beförderung hat sich zu einem wichtigen Karriereziel entwickelt. In diesem Sinne kam auch der Begriff „Beförderungsturnier“ auf, der aus der 1981 von Edward Lazear begründeten Turnier-(englisch Tournament)Theorie entstand, wonach ein Wettbewerb zwischen Arbeitnehmern um eine offene Stelle stattfindet und der Sieger einen Gewinnerpreis in Form einer Beförderung erhält.
Die Personalauswahl und -entscheidung im Rahmen der Beförderungspolitik stellen häufig ein erhebliches Konfliktpotenzial dar. Insbesondere in der öffentlichen Verwaltung wird häufig als Beförderungskriterium das Dienstalter zugrunde gelegt (Seniorität), mit dem zudem eine Überalterung in den höheren Rangen einhergeht. Umfang und Ausmaß von Beförderungen sind allgemein begrenzt, weil einerseits die Anzahl von höherwertigen Positionen in oberen Hierarchieebenen einer Linienorganisation abnimmt (es gibt nur einen Vorstandsvorsitzenden) und andererseits Beförderungen dem Sparsamkeitsprinzip unterliegen. Mitarbeiter werden aus Sicht des Peter-Prinzips solange befördert, bis sie eine Position erreichen, die sie mangels erforderlicher Qualifizierung nicht mehr auszufüllen vermögen (daher auch Unfähigkeitsprinzip genannt). Zudem ist in streng hierarchischen Unternehmensstrukturen eine Beförderung „vorbei am Vorgesetzten“ nur selten möglich, so dass die Aufstiegsmöglichkeiten von Mitarbeitern nur so gut sind wie die ihrer Vorgesetzten.
Beförderungen können die soziale Kompetenz und die Arbeitsmotivation verbessern. Die jeweils erreichte Beförderungsstufe dient zudem als Statussymbol und ist oft auch mit einem sozialen Aufstieg verbunden. Neben einem höheren Einkommen, dass sich nicht nur als reine Geldleistung, sondern auch in weiteren Vergünstigungen wie Dienstwagen, Verbesserung bei Reisekosten, D&O-Versicherung und Altersversorgung ausdrücken kann, kommt bei leitenden Funktionen die Zugehörigkeit zu einem Führungskreis. Diese Vorteile bestätigen die bisherige Arbeitsleistung und sollen diese künftig verstärken. Allerdings wird das Bedürfnis nach Aufstieg durch eine Beförderung meist nur kurzfristig befriedigt und nimmt nach zunehmender Gewöhnung an die neue Situation wieder zu.